# Блумвил (Њујорк)
Блумвил (енгл. Bloomville) насељено је место без административног статуса у америчкој савезној држави Њујорк.

## Демографија
По попису из 2010. године број становника је 213.
| Група             | 2000.    | 2010.       |
| Белци             | 0 (0,0%) | 203 (95,3%) |
| Афроамериканци    | 0 (0,0%) | 2 (0,9%)    |
| Азијати           | 0 (0,0%) | 1 (0,5%)    |
| Хиспаноамериканци | 0 (0,0%) | 5 (2,3%)    |
| Укупно            | 0        | 213         |